# Колеђудео (Ријети)
Колеђудео је насеље у Италији у округу Ријети, региону Лацио.
Према процени из 2011. у насељу је живело 107 становника. Насеље се налази на надморској висини од 848 м.